# غنت-وفلجم للسيدات 2021
غنت-وفلجم للسيدات 2021 (بالفرنسية: Gand-Wevelgem féminin 2021)‏ هو سباق دراجات هوائية، وهو الموسم رقم 10 من السباق، وأقيم في 28 مارس 2021، وامتدّ لمسافة 141.75 كيلومتر، وهو أحد سباقات طواف العالم للدراجات للسيدات 2021، وقد شارك في السباق 143 متسابقاً ووصل إلى نهايته 111 متسابقاً.
فاز فيه بالمركز الأول ماريان فوس، وبالمركز الثاني لوت كوبيكي، وبالمركز الثالث ليزا برينور.

## الفرق
| فرق سيدات عالمية (9)- ألي بي تي سي ليوبليانا 2021 ‏ - Liv AlUla Jayco ‏ - كانيون إس آر إيه إم راسينغ 2021 ‏ - فريق سنويب للسيدات 2021 ‏ - FDJ–Suez ‏ - ليف ريسينغ 2021 ‏ - موفيستار للسيدات 2021 ‏ - إس دي وركس 2021 ‏ - Lidl–Trek (women's team) ‏ فرق دراجات قارية سيدات (15)- أيه آر مونكس برو سيكلينج للسيدات 2021 ‏ - بنجوال شوفالمير 2021 ‏ - Ceratizit Pro Cycling ‏ - فريق كوجياس ميتلر لوك برو للدراجات 2021 ‏ - كووب-هايتك برودكتس 2021 ‏ - دولتشيني فان إيك بروكسيموس 2021 ‏ - دروبز-لي كول 2021 ‏ - جامبو فيسما للسيدات 2021 ‏ - لوتو سودال للسيدات 2021 ‏ - مولتم أكاونتس 2021 ‏ - إن إكس تي جي ريسينغ 2021 ‏ - باركهوتل فالكنبورغ 2021 ‏ - بلانتور بورا 2021 ‏ - روبل كليننينج-شامبين 2021 ‏ - فالكار سيلانس 2021 ‏ |  |
| |  |

## المشاركون
| إس دي وركس ‏ SDW | إس دي وركس ‏ SDW       | إس دي وركس ‏ SDW |
| --------------- | --------------------- | --------------- |
| م               | عداء                  | مرتبة           |
| 1               | جولين ديهور           | 64              |
| 2               | إيلينا سيتشيني        | 31              |
| 3               | روكسان فورنييه        | 32              |
| 4               | كريستين ماجروس (طريق) | 24              |
| 5               | ايمي بيترز            | 11              |
| 6               | Lonneke Uneken ‏       | لم يكمل السباق  |

| ليف ريسينغ ‏ LIV | ليف ريسينغ ‏ LIV   | ليف ريسينغ ‏ LIV |
| --------------- | ----------------- | --------------- |
| م               | عداء              | مرتبة           |
| 11              | لوت كوبيكي (طريق) | 2               |
| 12              | Evy Kuijpers ‏     | 93              |
| 13              | أليسون جاكسون     | 47              |
| 14              | صوفيا بيرتيزولو   | لم يكمل السباق  |
| 15              | Jeanne Korevaar ‏  | 29              |
| 16              | ثريا بالادين      | 35              |

| يو أي أيه تيم ‏ ALE | يو أي أيه تيم ‏ ALE | يو أي أيه تيم ‏ ALE |
| ------------------ | ------------------ | ------------------ |
| م                  | عداء               | مرتبة              |
| 21                 | مارتا باستيانيلي   | 5                  |
| 22                 | يوجينة بوجاك       | 23                 |
| 23                 | صوفي رايت          | لم يكمل السباق     |
| 24                 | مارلين رويسر       | 13                 |
| 25                 | Anna Trevisi ‏      | لم يكمل السباق     |
| 26                 | تاتيانا جوديرزو    | 81                 |

| كانيون–إس آر إيه إم ‏ CSR | كانيون–إس آر إيه إم ‏ CSR | كانيون–إس آر إيه إم ‏ CSR |
| ------------------------ | ------------------------ | ------------------------ |
| م                        | عداء                     | مرتبة                    |
| 31                       | ألينا أمياليوسيك         | 85                       |
| 32                       | تيفاني كرومويل           | 27                       |
| 33                       | هانا بارنز               | 18                       |
| 34                       | Elise Chabbey ‏ (طريق)    | 25                       |
| 35                       | ليزا كلاين               | 44                       |
| 36                       | كاتارزينا نيفيادوما      | 37                       |

| FDJ–Suez ‏ FDJ | FDJ–Suez ‏ FDJ       | FDJ–Suez ‏ FDJ |
| ------------- | ------------------- | ------------- |
| م             | عداء                | مرتبة         |
| 41            | Stine Borgli ‏       | 50            |
| 42            | مارتا كافالي        | 26            |
| 43            | أوجيني دوفال        | 63            |
| 44            | إميليا فهلين        | 6             |
| 45            | Maëlle Grossetête ‏  | 75            |
| 46            | سيسيلي أوتوب لودفيغ | 36            |

| موفيستار للسيدات ‏ MOV | موفيستار للسيدات ‏ MOV  | موفيستار للسيدات ‏ MOV |
| --------------------- | ---------------------- | --------------------- |
| م                     | عداء                   | مرتبة                 |
| 51                    | Emma Norsgaard (طريق)  | 9                     |
| 52                    | Jelena Erić (cyclist) ‏ | 94                    |
| 53                    | أليسيا غونزاليس بلانكو | 111                   |
| 54                    | باربرا جوارشي          | 84                    |
| 55                    | غلوريا رودريغيز        | 97                    |
| 56                    | أود بيانيك             | 87                    |

| Liv AlUla Jayco ‏ BEX | Liv AlUla Jayco ‏ BEX | Liv AlUla Jayco ‏ BEX |
| -------------------- | -------------------- | -------------------- |
| م                    | عداء                 | مرتبة                |
| 61                   | Moniek Tenniglo ‏     | 110                  |
| 62                   | غريس براون           | 22                   |
| 63                   | Teniel Campbell ‏     | 96                   |
| 64                   | Arianna Fidanza ‏     | 56                   |
| 65                   | جيسيكا روبرتس        | لم يكمل السباق       |
| 66                   | سارة روي (طريق)      | 8                    |

| فريق سنويب للسيدات ‏ DSM | فريق سنويب للسيدات ‏ DSM | فريق سنويب للسيدات ‏ DSM |
| ----------------------- | ----------------------- | ----------------------- |
| م                       | عداء                    | مرتبة                   |
| 71                      | لورينا ويبيس            | 62                      |
| 72                      | ليا كيرشمان             | 92                      |
| 73                      | فرانشيسكا كوش ‏          | 49                      |
| 74                      | ليان ليبرت              | 12                      |
| 75                      | فلورتجي ماكايج          | 19                      |
| 76                      | سوزان أندرسن            | 98                      |

| Lidl–Trek (women's team) ‏ TFS | Lidl–Trek (women's team) ‏ TFS | Lidl–Trek (women's team) ‏ TFS |
| ----------------------------- | ----------------------------- | ----------------------------- |
| م                             | عداء                          | مرتبة                         |
| 81                            | إليسا ونغو بورغيني (طريق)     | 33                            |
| 82                            | أمالي ديديريكسن               | 109                           |
| 83                            | Lizzie Deignan                | 17                            |
| 84                            | Ellen van Dijk                | 20                            |
| 85                            | روث ويندر                     | 34                            |
| 86                            | كلو هوسكينغ                   | لم يكمل السباق                |

| بنجوال شوفالمير ‏ CCT | بنجوال شوفالمير ‏ CCT | بنجوال شوفالمير ‏ CCT |
| -------------------- | -------------------- | -------------------- |
| م                    | عداء                 | مرتبة                |
| 91                   | Rozanne Slik ‏        | لم يكمل السباق       |
| 92                   | ديمي دي جونغ ‏        | لم يكمل السباق       |
| 93                   | ثاليتا دي جونج       | 21                   |
| 94                   | Lenny Druyts ‏        | لم يكمل السباق       |
| 95                   | كيلي فان دن ستين     | 95                   |
| 96                   | ناتالي فان غوخ       | 100                  |

| Ceratizit Pro Cycling ‏ WNT | Ceratizit Pro Cycling ‏ WNT | Ceratizit Pro Cycling ‏ WNT |
| -------------------------- | -------------------------- | -------------------------- |
| م                          | عداء                       | مرتبة                      |
| 101                        | كيرستن وايلد               | 43                         |
| 102                        | ماريا جوليا كونفالونيري    | 38                         |
| 103                        | Marta Lach ‏ (طريق)         | 48                         |
| 104                        | Julie Norman Leth ‏         | 71                         |
| 105                        | Sarah Rijkes ‏              | لم يكمل السباق             |
| 106                        | ليزا برينور (طريق)         | 3                          |

| بلانتور بورا سيلينج تيم ‏ PLP | بلانتور بورا سيلينج تيم ‏ PLP | بلانتور بورا سيلينج تيم ‏ PLP |
| ---------------------------- | ---------------------------- | ---------------------------- |
| م                            | عداء                         | مرتبة                        |
| 111                          | Ceylin del Carmen Alvarado   | 65                           |
| 112                          | Manon Bakker ‏                | 69                           |
| 113                          | ساني كانت                    | 89                           |
| 114                          | Yara Kastelijn ‏              | 30                           |
| 115                          | Laura Süßemilch ‏             | 103                          |
| 116                          | إنج فان دير هيدين            | لم يكمل السباق               |

| دولتشيني فان إيك بروكسيموس ‏ DVE | دولتشيني فان إيك بروكسيموس ‏ DVE | دولتشيني فان إيك بروكسيموس ‏ DVE |
| ------------------------------- | ------------------------------- | ------------------------------- |
| م                               | عداء                            | مرتبة                           |
| 121                             | Marieke de Groot ‏               | لم يكمل السباق                  |
| 122                             | Fien van Eynde ‏                 | 91                              |
| 123                             | Christina Schweinberger ‏        | 86                              |
| 124                             | Kathrin Schweinberger ‏ (طريق)   | 52                              |
| 125                             | Nicole Steigenga ‏               | 57                              |
| 126                             | Bryony van Velzen ‏              | لم يكمل السباق                  |

| دروبز ‏ DRP | دروبز ‏ DRP               | دروبز ‏ DRP     |
| ---------- | ------------------------ | -------------- |
| م          | عداء                     | مرتبة          |
| 131        | Dani Christmas ‏          | لم يكمل السباق |
| 132        | ماريا مارتينز            | 53             |
| 133        | إميلي موبيرج             | 101            |
| 134        | Sara Penton ‏             | 80             |
| 135        | Marjolein van 't Geloof ‏ | لم يكمل السباق |
| 136        | Maike van der Duin ‏      | 45             |

| تيم كوب هايتك بوردكتس ‏ HPU | تيم كوب هايتك بوردكتس ‏ HPU | تيم كوب هايتك بوردكتس ‏ HPU |
| -------------------------- | -------------------------- | -------------------------- |
| م                          | عداء                       | مرتبة                      |
| 141                        | Caroline Andersson ‏        | لم يكمل السباق             |
| 142                        | Ingvild Gåskjenn ‏          | لم يكمل السباق             |
| 143                        | Martine Gjøs ‏              | لم يكمل السباق             |
| 144                        | ميكي كروجر                 | 107                        |
| 145                        | Ann Helen Olsen‏            | لم يكمل السباق             |
| 146                        | Amalie Lutro ‏              | 54                         |

| جامبو فيسما للسيدات ‏ TJV | جامبو فيسما للسيدات ‏ TJV | جامبو فيسما للسيدات ‏ TJV |
| ------------------------ | ------------------------ | ------------------------ |
| م                        | عداء                     | مرتبة                    |
| 151                      | ماريان فوس               | 1                        |
| 152                      | رومي كاسبر               | 39                       |
| 153                      | ريجان ماركوس             | 68                       |
| 154                      | Karlijn Swinkels ‏        | 72                       |
| 155                      | Nancy van der Burg ‏      | 40                       |
| 156                      | آنا هندرسون              | 42                       |

| لوتو بيليسول للسيدات ‏ LSL | لوتو بيليسول للسيدات ‏ LSL | لوتو بيليسول للسيدات ‏ LSL |
| ------------------------- | ------------------------- | ------------------------- |
| م                         | عداء                      | مرتبة                     |
| 162                       | Alana Castrique ‏          | لم يكمل السباق            |
| 163                       | حنا نيلسون                | 78                        |
| 164                       | Abby-Mae Parkinson ‏       | لم يكمل السباق            |
| 165                       | Anna Plichta ‏             | 79                        |
| 166                       | Jesse Vandenbulcke ‏       | 46                        |

| أوتوجلاس ويترين ‏ MUL | أوتوجلاس ويترين ‏ MUL | أوتوجلاس ويترين ‏ MUL |
| -------------------- | -------------------- | -------------------- |
| م                    | عداء                 | مرتبة                |
| 171                  | Anna Badegruber ‏     | لم يكمل السباق       |
| 172                  | Marijke de Smedt‏     | 102                  |
| 173                  | Fien Delbaere ‏       | 58                   |
| 174                  | آن صوفي دويك         | 66                   |
| 175                  | Céline van Houtum‏    | 108                  |
| 176                  | Kylie Waterreus ‏     | 59                   |

| إن إكس تي جي ريسينغ ‏ NXG | إن إكس تي جي ريسينغ ‏ NXG | إن إكس تي جي ريسينغ ‏ NXG |
| ------------------------ | ------------------------ | ------------------------ |
| م                        | عداء                     | مرتبة                    |
| 181                      | Mylène de Zoete ‏         | 105                      |
| 182                      | Julia Borgström ‏         | لم يكمل السباق           |
| 183                      | Amelia Sharpe ‏           | 76                       |
| 184                      | Catalina Soto ‏           | 51                       |
| 185                      | Charlotte Kool ‏          | لم يكمل السباق           |
| 186                      | Emily Wadsworth ‏         | 104                      |

| باركهوتل فالكنبورغ ‏ PHV | باركهوتل فالكنبورغ ‏ PHV | باركهوتل فالكنبورغ ‏ PHV |
| ----------------------- | ----------------------- | ----------------------- |
| م                       | عداء                    | مرتبة                   |
| 191                     | Mischa Bredewold ‏       | 88                      |
| 192                     | Nina Buijsman ‏          | 73                      |
| 193                     | Femke Gerritse ‏         | 74                      |
| 194                     | Lieke Nooijen ‏          | 61                      |
| 195                     | Marit Raaijmakers ‏      | 70                      |
| 196                     | Amber van der Hulst ‏    | لم يكمل السباق          |

| روبل كليننينج ‏ RUP | روبل كليننينج ‏ RUP | روبل كليننينج ‏ RUP |
| ------------------ | ------------------ | ------------------ |
| م                  | عداء               | مرتبة              |
| 201                | Svenja Betz‏        | لم يكمل السباق     |
| 202                | Antonia Gröndahl ‏  | لم يكمل السباق     |
| 203                | Isabelle Beckers ‏  | لم يكمل السباق     |
| 204                | Mia Griffin ‏       | لم يكمل السباق     |
| 205                | أليس شارب          | لم يكمل السباق     |
| 206                | Sara Van de Vel ‏   | 67                 |

| EF Education–Tibco–SVB ‏ TIB | EF Education–Tibco–SVB ‏ TIB | EF Education–Tibco–SVB ‏ TIB |
| --------------------------- | --------------------------- | --------------------------- |
| م                           | عداء                        | مرتبة                       |
| 211                         | إيفا بورمان                 | 60                          |
| 212                         | Sarah Gigante ‏              | 41                          |
| 213                         | Tanja Erath ‏                | 99                          |
| 214                         | كريستين فولكنر              | 7                           |
| 215                         | نينا كيسلر                  | 90                          |
| 216                         | لورين ستيفنز                | 10                          |

| فالكار سيلانس ‏ VAL | فالكار سيلانس ‏ VAL   | فالكار سيلانس ‏ VAL |
| ------------------ | -------------------- | ------------------ |
| م                  | عداء                 | مرتبة              |
| 221                | إليسا بالسامو        | 4                  |
| 222                | كيارا كونسوني        | 77                 |
| 223                | Vittoria Guazzini ‏   | 28                 |
| 224                | Silvia Persico ‏      | 82                 |
| 225                | Eleonora Gasparrini ‏ | لم يكمل السباق     |
| 226                | Ilaria Sanguineti ‏   | 83                 |

| أيه آر مونكس برو سيكلينج للسيدات ‏ ASA | أيه آر مونكس برو سيكلينج للسيدات ‏ ASA | أيه آر مونكس برو سيكلينج للسيدات ‏ ASA |
| ------------------------------------- | ------------------------------------- | ------------------------------------- |
| م                                     | عداء                                  | مرتبة                                 |
| 231                                   | Maria Novolodskaya ‏                   | 16                                    |
| 232                                   | Katia Ragusa ‏                         | 14                                    |
| 233                                   | Lizbeth Salazar ‏                      | 55                                    |
| 234                                   | أرلينيس سيرا                          | 15                                    |
| 235                                   | Maria Vittoria Sperotto ‏              | 106                                   |
| 236                                   | Jade Teolis‏                           | لم يكمل السباق                        |

| إس دي وركس ‏ SDW | إس دي وركس ‏ SDW       | إس دي وركس ‏ SDW |
| --------------- | --------------------- | --------------- |
| م               | عداء                  | مرتبة           |
| 1               | جولين ديهور           | 64              |
| 2               | إيلينا سيتشيني        | 31              |
| 3               | روكسان فورنييه        | 32              |
| 4               | كريستين ماجروس (طريق) | 24              |
| 5               | ايمي بيترز            | 11              |
| 6               | Lonneke Uneken ‏       | لم يكمل السباق  |

| ليف ريسينغ ‏ LIV | ليف ريسينغ ‏ LIV   | ليف ريسينغ ‏ LIV |
| --------------- | ----------------- | --------------- |
| م               | عداء              | مرتبة           |
| 11              | لوت كوبيكي (طريق) | 2               |
| 12              | Evy Kuijpers ‏     | 93              |
| 13              | أليسون جاكسون     | 47              |
| 14              | صوفيا بيرتيزولو   | لم يكمل السباق  |
| 15              | Jeanne Korevaar ‏  | 29              |
| 16              | ثريا بالادين      | 35              |

| يو أي أيه تيم ‏ ALE | يو أي أيه تيم ‏ ALE | يو أي أيه تيم ‏ ALE |
| ------------------ | ------------------ | ------------------ |
| م                  | عداء               | مرتبة              |
| 21                 | مارتا باستيانيلي   | 5                  |
| 22                 | يوجينة بوجاك       | 23                 |
| 23                 | صوفي رايت          | لم يكمل السباق     |
| 24                 | مارلين رويسر       | 13                 |
| 25                 | Anna Trevisi ‏      | لم يكمل السباق     |
| 26                 | تاتيانا جوديرزو    | 81                 |

| كانيون–إس آر إيه إم ‏ CSR | كانيون–إس آر إيه إم ‏ CSR | كانيون–إس آر إيه إم ‏ CSR |
| ------------------------ | ------------------------ | ------------------------ |
| م                        | عداء                     | مرتبة                    |
| 31                       | ألينا أمياليوسيك         | 85                       |
| 32                       | تيفاني كرومويل           | 27                       |
| 33                       | هانا بارنز               | 18                       |
| 34                       | Elise Chabbey ‏ (طريق)    | 25                       |
| 35                       | ليزا كلاين               | 44                       |
| 36                       | كاتارزينا نيفيادوما      | 37                       |

| FDJ–Suez ‏ FDJ | FDJ–Suez ‏ FDJ       | FDJ–Suez ‏ FDJ |
| ------------- | ------------------- | ------------- |
| م             | عداء                | مرتبة         |
| 41            | Stine Borgli ‏       | 50            |
| 42            | مارتا كافالي        | 26            |
| 43            | أوجيني دوفال        | 63            |
| 44            | إميليا فهلين        | 6             |
| 45            | Maëlle Grossetête ‏  | 75            |
| 46            | سيسيلي أوتوب لودفيغ | 36            |

| موفيستار للسيدات ‏ MOV | موفيستار للسيدات ‏ MOV  | موفيستار للسيدات ‏ MOV |
| --------------------- | ---------------------- | --------------------- |
| م                     | عداء                   | مرتبة                 |
| 51                    | Emma Norsgaard (طريق)  | 9                     |
| 52                    | Jelena Erić (cyclist) ‏ | 94                    |
| 53                    | أليسيا غونزاليس بلانكو | 111                   |
| 54                    | باربرا جوارشي          | 84                    |
| 55                    | غلوريا رودريغيز        | 97                    |
| 56                    | أود بيانيك             | 87                    |

| Liv AlUla Jayco ‏ BEX | Liv AlUla Jayco ‏ BEX | Liv AlUla Jayco ‏ BEX |
| -------------------- | -------------------- | -------------------- |
| م                    | عداء                 | مرتبة                |
| 61                   | Moniek Tenniglo ‏     | 110                  |
| 62                   | غريس براون           | 22                   |
| 63                   | Teniel Campbell ‏     | 96                   |
| 64                   | Arianna Fidanza ‏     | 56                   |
| 65                   | جيسيكا روبرتس        | لم يكمل السباق       |
| 66                   | سارة روي (طريق)      | 8                    |

| فريق سنويب للسيدات ‏ DSM | فريق سنويب للسيدات ‏ DSM | فريق سنويب للسيدات ‏ DSM |
| ----------------------- | ----------------------- | ----------------------- |
| م                       | عداء                    | مرتبة                   |
| 71                      | لورينا ويبيس            | 62                      |
| 72                      | ليا كيرشمان             | 92                      |
| 73                      | فرانشيسكا كوش ‏          | 49                      |
| 74                      | ليان ليبرت              | 12                      |
| 75                      | فلورتجي ماكايج          | 19                      |
| 76                      | سوزان أندرسن            | 98                      |

| Lidl–Trek (women's team) ‏ TFS | Lidl–Trek (women's team) ‏ TFS | Lidl–Trek (women's team) ‏ TFS |
| ----------------------------- | ----------------------------- | ----------------------------- |
| م                             | عداء                          | مرتبة                         |
| 81                            | إليسا ونغو بورغيني (طريق)     | 33                            |
| 82                            | أمالي ديديريكسن               | 109                           |
| 83                            | Lizzie Deignan                | 17                            |
| 84                            | Ellen van Dijk                | 20                            |
| 85                            | روث ويندر                     | 34                            |
| 86                            | كلو هوسكينغ                   | لم يكمل السباق                |

| بنجوال شوفالمير ‏ CCT | بنجوال شوفالمير ‏ CCT | بنجوال شوفالمير ‏ CCT |
| -------------------- | -------------------- | -------------------- |
| م                    | عداء                 | مرتبة                |
| 91                   | Rozanne Slik ‏        | لم يكمل السباق       |
| 92                   | ديمي دي جونغ ‏        | لم يكمل السباق       |
| 93                   | ثاليتا دي جونج       | 21                   |
| 94                   | Lenny Druyts ‏        | لم يكمل السباق       |
| 95                   | كيلي فان دن ستين     | 95                   |
| 96                   | ناتالي فان غوخ       | 100                  |

| Ceratizit Pro Cycling ‏ WNT | Ceratizit Pro Cycling ‏ WNT | Ceratizit Pro Cycling ‏ WNT |
| -------------------------- | -------------------------- | -------------------------- |
| م                          | عداء                       | مرتبة                      |
| 101                        | كيرستن وايلد               | 43                         |
| 102                        | ماريا جوليا كونفالونيري    | 38                         |
| 103                        | Marta Lach ‏ (طريق)         | 48                         |
| 104                        | Julie Norman Leth ‏         | 71                         |
| 105                        | Sarah Rijkes ‏              | لم يكمل السباق             |
| 106                        | ليزا برينور (طريق)         | 3                          |

| بلانتور بورا سيلينج تيم ‏ PLP | بلانتور بورا سيلينج تيم ‏ PLP | بلانتور بورا سيلينج تيم ‏ PLP |
| ---------------------------- | ---------------------------- | ---------------------------- |
| م                            | عداء                         | مرتبة                        |
| 111                          | Ceylin del Carmen Alvarado   | 65                           |
| 112                          | Manon Bakker ‏                | 69                           |
| 113                          | ساني كانت                    | 89                           |
| 114                          | Yara Kastelijn ‏              | 30                           |
| 115                          | Laura Süßemilch ‏             | 103                          |
| 116                          | إنج فان دير هيدين            | لم يكمل السباق               |

| دولتشيني فان إيك بروكسيموس ‏ DVE | دولتشيني فان إيك بروكسيموس ‏ DVE | دولتشيني فان إيك بروكسيموس ‏ DVE |
| ------------------------------- | ------------------------------- | ------------------------------- |
| م                               | عداء                            | مرتبة                           |
| 121                             | Marieke de Groot ‏               | لم يكمل السباق                  |
| 122                             | Fien van Eynde ‏                 | 91                              |
| 123                             | Christina Schweinberger ‏        | 86                              |
| 124                             | Kathrin Schweinberger ‏ (طريق)   | 52                              |
| 125                             | Nicole Steigenga ‏               | 57                              |
| 126                             | Bryony van Velzen ‏              | لم يكمل السباق                  |

| دروبز ‏ DRP | دروبز ‏ DRP               | دروبز ‏ DRP     |
| ---------- | ------------------------ | -------------- |
| م          | عداء                     | مرتبة          |
| 131        | Dani Christmas ‏          | لم يكمل السباق |
| 132        | ماريا مارتينز            | 53             |
| 133        | إميلي موبيرج             | 101            |
| 134        | Sara Penton ‏             | 80             |
| 135        | Marjolein van 't Geloof ‏ | لم يكمل السباق |
| 136        | Maike van der Duin ‏      | 45             |

| تيم كوب هايتك بوردكتس ‏ HPU | تيم كوب هايتك بوردكتس ‏ HPU | تيم كوب هايتك بوردكتس ‏ HPU |
| -------------------------- | -------------------------- | -------------------------- |
| م                          | عداء                       | مرتبة                      |
| 141                        | Caroline Andersson ‏        | لم يكمل السباق             |
| 142                        | Ingvild Gåskjenn ‏          | لم يكمل السباق             |
| 143                        | Martine Gjøs ‏              | لم يكمل السباق             |
| 144                        | ميكي كروجر                 | 107                        |
| 145                        | Ann Helen Olsen‏            | لم يكمل السباق             |
| 146                        | Amalie Lutro ‏              | 54                         |

| جامبو فيسما للسيدات ‏ TJV | جامبو فيسما للسيدات ‏ TJV | جامبو فيسما للسيدات ‏ TJV |
| ------------------------ | ------------------------ | ------------------------ |
| م                        | عداء                     | مرتبة                    |
| 151                      | ماريان فوس               | 1                        |
| 152                      | رومي كاسبر               | 39                       |
| 153                      | ريجان ماركوس             | 68                       |
| 154                      | Karlijn Swinkels ‏        | 72                       |
| 155                      | Nancy van der Burg ‏      | 40                       |
| 156                      | آنا هندرسون              | 42                       |

| لوتو بيليسول للسيدات ‏ LSL | لوتو بيليسول للسيدات ‏ LSL | لوتو بيليسول للسيدات ‏ LSL |
| ------------------------- | ------------------------- | ------------------------- |
| م                         | عداء                      | مرتبة                     |
| 162                       | Alana Castrique ‏          | لم يكمل السباق            |
| 163                       | حنا نيلسون                | 78                        |
| 164                       | Abby-Mae Parkinson ‏       | لم يكمل السباق            |
| 165                       | Anna Plichta ‏             | 79                        |
| 166                       | Jesse Vandenbulcke ‏       | 46                        |

| أوتوجلاس ويترين ‏ MUL | أوتوجلاس ويترين ‏ MUL | أوتوجلاس ويترين ‏ MUL |
| -------------------- | -------------------- | -------------------- |
| م                    | عداء                 | مرتبة                |
| 171                  | Anna Badegruber ‏     | لم يكمل السباق       |
| 172                  | Marijke de Smedt‏     | 102                  |
| 173                  | Fien Delbaere ‏       | 58                   |
| 174                  | آن صوفي دويك         | 66                   |
| 175                  | Céline van Houtum‏    | 108                  |
| 176                  | Kylie Waterreus ‏     | 59                   |

| إن إكس تي جي ريسينغ ‏ NXG | إن إكس تي جي ريسينغ ‏ NXG | إن إكس تي جي ريسينغ ‏ NXG |
| ------------------------ | ------------------------ | ------------------------ |
| م                        | عداء                     | مرتبة                    |
| 181                      | Mylène de Zoete ‏         | 105                      |
| 182                      | Julia Borgström ‏         | لم يكمل السباق           |
| 183                      | Amelia Sharpe ‏           | 76                       |
| 184                      | Catalina Soto ‏           | 51                       |
| 185                      | Charlotte Kool ‏          | لم يكمل السباق           |
| 186                      | Emily Wadsworth ‏         | 104                      |

| باركهوتل فالكنبورغ ‏ PHV | باركهوتل فالكنبورغ ‏ PHV | باركهوتل فالكنبورغ ‏ PHV |
| ----------------------- | ----------------------- | ----------------------- |
| م                       | عداء                    | مرتبة                   |
| 191                     | Mischa Bredewold ‏       | 88                      |
| 192                     | Nina Buijsman ‏          | 73                      |
| 193                     | Femke Gerritse ‏         | 74                      |
| 194                     | Lieke Nooijen ‏          | 61                      |
| 195                     | Marit Raaijmakers ‏      | 70                      |
| 196                     | Amber van der Hulst ‏    | لم يكمل السباق          |

| روبل كليننينج ‏ RUP | روبل كليننينج ‏ RUP | روبل كليننينج ‏ RUP |
| ------------------ | ------------------ | ------------------ |
| م                  | عداء               | مرتبة              |
| 201                | Svenja Betz‏        | لم يكمل السباق     |
| 202                | Antonia Gröndahl ‏  | لم يكمل السباق     |
| 203                | Isabelle Beckers ‏  | لم يكمل السباق     |
| 204                | Mia Griffin ‏       | لم يكمل السباق     |
| 205                | أليس شارب          | لم يكمل السباق     |
| 206                | Sara Van de Vel ‏   | 67                 |

| EF Education–Tibco–SVB ‏ TIB | EF Education–Tibco–SVB ‏ TIB | EF Education–Tibco–SVB ‏ TIB |
| --------------------------- | --------------------------- | --------------------------- |
| م                           | عداء                        | مرتبة                       |
| 211                         | إيفا بورمان                 | 60                          |
| 212                         | Sarah Gigante ‏              | 41                          |
| 213                         | Tanja Erath ‏                | 99                          |
| 214                         | كريستين فولكنر              | 7                           |
| 215                         | نينا كيسلر                  | 90                          |
| 216                         | لورين ستيفنز                | 10                          |

| فالكار سيلانس ‏ VAL | فالكار سيلانس ‏ VAL   | فالكار سيلانس ‏ VAL |
| ------------------ | -------------------- | ------------------ |
| م                  | عداء                 | مرتبة              |
| 221                | إليسا بالسامو        | 4                  |
| 222                | كيارا كونسوني        | 77                 |
| 223                | Vittoria Guazzini ‏   | 28                 |
| 224                | Silvia Persico ‏      | 82                 |
| 225                | Eleonora Gasparrini ‏ | لم يكمل السباق     |
| 226                | Ilaria Sanguineti ‏   | 83                 |

| أيه آر مونكس برو سيكلينج للسيدات ‏ ASA | أيه آر مونكس برو سيكلينج للسيدات ‏ ASA | أيه آر مونكس برو سيكلينج للسيدات ‏ ASA |
| ------------------------------------- | ------------------------------------- | ------------------------------------- |
| م                                     | عداء                                  | مرتبة                                 |
| 231                                   | Maria Novolodskaya ‏                   | 16                                    |
| 232                                   | Katia Ragusa ‏                         | 14                                    |
| 233                                   | Lizbeth Salazar ‏                      | 55                                    |
| 234                                   | أرلينيس سيرا                          | 15                                    |
| 235                                   | Maria Vittoria Sperotto ‏              | 106                                   |
| 236                                   | Jade Teolis‏                           | لم يكمل السباق                        |

## التصنيف العام النهائي
| التصنيف العام         | التصنيف العام         | التصنيف العام    | التصنيف العام                      | التصنيف العام     |
| العداء                | العداء                | البلد            | الفريق                             | الوقت             |
| --------------------- | --------------------- | ---------------- | ---------------------------------- | ----------------- |
| 1                     | ماريان فوس            | هولندا           | Jumbo-Visma                        | 3 س 45 دقيقة 08 ث |
| 2                     | لوت كوبيكي            | بلجيكا           | Liv Racing                         | + 0 ث             |
| 3                     | ليزا برينور           | ألمانيا          | Ceratizit-WNT                      | + 0 ث             |
| 4                     | إليسا بالسامو         | إيطاليا          | Valcar Travel & Service            | + 0 ث             |
| 5                     | مارتا باستيانيلي      | إيطاليا          | Alé BTC Ljubljana                  | + 0 ث             |
| 6                     | إميليا فهلين          | السويد           | FDJ-Nouvelle Aquitaine-Futuroscope | + 0 ث             |
| 7                     | كريستين فولكنر        | الولايات المتحدة | Tibco-Silicon Valley Bank          | + 0 ث             |
| 8                     | سارة روي              | أستراليا         | Team BikeExchange                  | + 0 ث             |
| 9                     | إيما نورسجارد يورجنسن | الدنمارك         | Movistar Team                      | + 0 ث             |
| 10                    | لورين ستيفنز          | الولايات المتحدة | Tibco-Silicon Valley Bank          | + 0 ث             |
| مصدر: ProCyclingStats |                       |                  |                                    |                   |

### تصنيف النقاط
| تصنيف النقاط          | تصنيف النقاط                | تصنيف النقاط | تصنيف النقاط                       | تصنيف النقاط |
| العداء                | العداء                      | البلد        | الفريق                             | النقاط       |
| --------------------- | --------------------------- | ------------ | ---------------------------------- | ------------ |
| 1                     | ماريان فوس                  | هولندا       | Jumbo-Visma                        | 840 نقطة     |
| 2                     | إليسا ونغو بورغيني          | إيطاليا      | Trek-Segafredo                     | 728 نقطة     |
| 3                     | لوت كوبيكي                  | بلجيكا       | Liv Racing                         | 564 نقطة     |
| 4                     | إليسا بالسامو               | إيطاليا      | Valcar Travel & Service            | 520 نقطة     |
| 5                     | سيسيلي أوتوب لودفيغ         | الدنمارك     | FDJ-Nouvelle Aquitaine-Futuroscope | 448 نقطة     |
| 6                     | غريس براون                  | أستراليا     | Team BikeExchange                  | 416 نقطة     |
| 7                     | Chantal van den Broek-Blaak | هولندا       | SD Worx                            | 408 نقطة     |
| 8                     | إيما نورسجارد يورجنسن       | الدنمارك     | Movistar Team                      | 400 نقطة     |
| 9                     | Katarzyna Niewiadoma        | بولندا       | Canyon-SRAM Racing                 | 308 نقطة     |
| 10                    | ليزا برينور                 | ألمانيا      | Ceratizit-WNT                      | 284 نقطة     |
| مصدر: ProCyclingStats |                             |              |                                    |              |

## تصنيف الفرق

### الفرق حسب النقاط
| ترتيب الفرق حسب النقاط | ترتيب الفرق حسب النقاط             | ترتيب الفرق حسب النقاط | ترتيب الفرق حسب النقاط |
| الفريق                 | الفريق                             | البلد                  | النقاط                 |
| ---------------------- | ---------------------------------- | ---------------------- | ---------------------- |
| 1                      | SD Worx                            | هولندا                 | 1408 نقطة              |
| 2                      | Trek-Segafredo                     | الولايات المتحدة       | 1100 نقطة              |
| 3                      | Liv Racing                         | هولندا                 | 1000 نقطة              |
| 4                      | Jumbo-Visma                        | هولندا                 | 896 نقطة               |
| 5                      | FDJ-Nouvelle Aquitaine-Futuroscope | فرنسا                  | 840 نقطة               |
| 6                      | Movistar Team                      | إسبانيا                | 788 نقطة               |
| 7                      | Team BikeExchange                  | أستراليا               | 588 نقطة               |
| 8                      | Ceratizit-WNT                      | ألمانيا                | 564 نقطة               |
| 9                      | Valcar Travel & Service            | إيطاليا                | 552 نقطة               |
| 10                     | Canyon-SRAM Racing                 | ألمانيا                | 540 نقطة               |
| مصدر: ProCyclingStats  |                                    |                        |                        |

## تصانيف فرعية

### تصنيف أفضل شاب
| تصنيف أفضل شاب        | تصنيف أفضل شاب        | تصنيف أفضل شاب | تصنيف أفضل شاب                     | تصنيف أفضل شاب |
| العداء                | العداء                | البلد          | الفريق                             | الوقت          |
| --------------------- | --------------------- | -------------- | ---------------------------------- | -------------- |
| 1                     | إيما نورسجارد يورجنسن | الدنمارك       | Movistar Team                      |                |
| 2                     | Maria Novolodskaya ‏   | روسيا          | A.R Monex Women's                  |                |
| 3                     | Sarah Gigante ‏        | أستراليا       | Tibco-Silicon Valley Bank          |                |
| 4                     | Évita Muzic ‏          | فرنسا          | FDJ-Nouvelle Aquitaine-Futuroscope |                |
| 5                     | Vittoria Guazzini ‏    | إيطاليا        | Valcar Travel & Service            |                |
| 6                     | لورينا ويبيس          | هولندا         | Team DSM                           |                |
| 7                     | Julia van Bokhoven ‏   | هولندا         | Parkhotel Valkenburg               |                |
| 8                     | Mylène de Zoete ‏      | هولندا         | NXTG Racing                        |                |
| مصدر: ProCyclingStats |                       |                |                                    |                |

## وصلات خارجية
- الموقع الرسمي
- لمحة عن سباق غنت-وفلجم للسيدات 2021 على موقع  ProCyclingStats   (برو  سايكلنج  ستاتس) - إحصاءات  محترفي  الدراجات.
- غنت-وفلجم للسيدات 2021 على موقع إحصائيات الدراجات الإحترافية (الإنجليزية)